# Попов, Гавриил Петрович
Гавриил Петрович Попов (1773 — ок. 1820) — медик, врач-акушер, доктор медицины, профессор Московской медико-хирургической академии.

## Биография
Родился в семье священника села Красного Донецкого уезда Полтавской губернии.
Первоначальное образование получил в Екатеринославской духовной семинарии; 30 июня 1791 года поступил в Московскую медико-хирургическую школу (училище) при Генеральном госпитале, откуда 20 октября 1793 года был переведён в Санкт-Петербургскую хирургическую школу, где и окончил курс медицинских наук и 21 декабря 1794 года был признан лекарем, а за отличные познания определён в Санкт-Петербургский генеральный сухопутный госпиталь. Занимался акушерством и спустя два года подал прошение о назначении его адъюнктом в Московское медико-хирургическое училище; по прочтении пробной лекции с 12 марта 1796 года он был назначен исполняющим должность адъюнкта по кафедре акушерства, а 3 ноября утверждён адъюнктом, причём с 23 марта 1796 года на него было одновременно возложено исполнение должности палатного врача в Московском военном госпитале. 
После смерти профессора акушерства Борна (08.04.1798) медицинская коллегия с 29 апреля 1798 года поручила Г. П. Попову преподавание акушерства с званием адъюнкт-профессора; кроме акушерства, он должен был читать ещё и «судную науку». Кроме этого,  в марте 1797 года он был назначен московским городским акушером, а 3 июня 1797 года (до июля 1806) — библиотекарем медико-хирургической школы (затем — академии). По открытии Московской медико-хирургической академии Попов, кроме своих лекций, два года учил учеников академии ещё и латинскому языку. В 1801 году после защиты диссертации он был признан экстраординарным профессором, а 20 мая 1804 года удостоен степени доктора медицины; с 15 февраля 1807 до 1815 года он занимал, кроме профессуры, должность городового акушера в Москве. С момента преобразования Московской медико-хирургической академии в Московское отделение Петербургской медико-хирургической академии, с 30 декабря 1808 года он был назначен профессором по кафедре «судебной медицины, медицинской полиции и повивального искусства». В 1812 году Г. П. Попов временно исполнял должность учёного секретаря; в 1816 году был удостоен звания академика Медико-хирургической академии, а в 1817 году уволен в отставку «по прошению».
С 3 февраля 1806 года он был членом Московского физико-медицинского общества; имел чин коллежского советника.